# Westerlund 2
Westerlund 2 és un cúmul estel·lar massiu i jove de la Via Làctia. S'hi troba en el Quart Quadrant Galàctic, a la constel·lació de la Quilla. La distància a Westerlund 2 s'estima en uns 8.000 parsecs (uns 26.000 anys llum), i malgrat contenir alguns dels estels més massius i brillants de la galàxia apareix molt extingit, cosa per la qual fa falta un telescopi de grandària intermèdia per veure-ho amb cert detall. La regió HII que envolta al cúmul va ser descoberta en 1958 com una intensa radiofont, i al poc temps va ser identificat en fotografies òptiques per l'astrònom suec Bengt Westerlund.
L'edat estimada del cúmul està compresa entre un a dos milions d'anys. Aquest conté almenys un parell de desenes d'estels de tipus espectral O, dos estels de tipus Wolf-Rayet (WR 20a i WR 20b). WR 20a és una binària eclipsant massiva, els membres de la qual fins fa poc ostentaven el títol de ser els estels més massius de la galàxia, la massa de la qual es van determinar empíricament (mitjançant l'aplicació directa de les Lleis de Newton), títol que els va ser arrabassat per l'estel binari NGC 3603 A1.